# Stevia velutinella
Stevia velutinella là một loài thực vật có hoa trong họ Cúc. Loài này được Grashoff miêu tả khoa học đầu tiên năm 1974.